# 奧西奧拉鎮區 (密歇根州)
奧西奧拉鎮區（英語：Oceola Township）是位於美國密歇根州利文斯頓縣的一個行政鎮區。

## 地方資料
奧西奧拉鎮區的面積為95.20平方千米，當中陸地面積為93.60平方千米，而水域面積為1.60平方千米。根據2020年美國人口普查的數據，當地共有人口14623人，而人口密度為每平方千米153.6人。